# Orlanci
Orlanci (en macédonien Орланци, en albanais Orllanca) est un village de la commune d'Aračinovo, dans le nord de la Macédoine du Nord. Il est situé entre Skopje et Kumanovo. Le village comptait 829 habitants en 2002. Il est majoritairement albanais.

## Démographie
Lors du recensement de 2002, le village comptait :
- Albanais : 761
- Bosniaques : 63
- Autres : 5